# Picnik
Picnik foi um serviço online para edição de imagens. No dia 20 janeiro de 2012 a Google anunciou o fim do aplicativo entre os vários oferecidos em seu portfólio de produtos. A ferramenta era disponibilizada gratuitamente.
A empresa manteve apenas a versão Premium (uma versão mais avançada e que antes era disponível apenas numa assinatura do produto), agora de uso gratuito.
O Picnik, fundado em 2005, foi adquirido por Google em março de 2010.